# Starke & Kammerer
Starke & Kammerer ist ein 1866 gegründetes historisches Unternehmen, das aus der 1818 gegründeten mechanischen Werkstätte des Wiener k.k. polytechnischen Instituts, der späteren Technischen Universität Wien, hervorging.
Die Werkstätte wurde vom Mechaniker Georg Friedrich von Reichenbach (?) eingerichtet; die Leitung wurde zunächst dem Mechaniker Andreas Jaworsky und im Jahre 1824 dem Mechaniker Christoph Starke, geboren 1794 in Mühlhausen a.d. Unstrut (Thüringen), übertragen. Seine ausgezeichnete Befähigung in Verbindung mit dem Einfluss der Lehrkräfte des Instituts wie beispielsweise Simon Stampfer auf die Werkstätte förderten ihre Entwicklung.
Die Werkstätte lieferte vorerst alle Winkelmessinstrumente für den Bedarf des österreichischen Katasters und des k.k. Geographischen Instituts sowie Reichenbachsche Meridiankreise und andere astronomische Instrumente sowohl für die österreichischen als auch für eine Reihe von ausländischen Staats- und Privatsternwarten.
Besondere Aufmerksamkeit wurde der Konstruktion neuer Nivellierinstrumente gewidmet und im Jahr 1836 ein Patent auf das Nivellierinstrument mit Messschraube nach Stampfer & Starke erworben, welches damals und auch später vielfach Verwendung gefunden hat.
Der Sohn Christoph Starkes, Gustav Starke (* 1832), der am k.k. Polytechnischen Institut seine Studien absolvierte, beteiligte sich an der Leitung der Werkstätte vom Jahr 1854 bis zum Tod seines Vaters 1865. In diese Periode fällt auch der Bau astronomischer und physikalischer Instrumente und Apparate meist eigentümlicher Konstruktion.
Im Jahre 1866 assoziierte sich Gustav Starke mit Carl Kammerer zur Gründung der Firma Starke & Kammerer, welche die Werkstätte in den bisherigen Lokalitäten auf eigene Rechnung weiterführte und den Betrieb bedeutend vergrößerte. Im Jahre 1873 erwarb die Firma das gesamte Inventar durch Kauf und übersiedelte in neue Räumlichkeiten. Die Vereinigung der kommerziellen Tätigkeit von Carl Kammerer mit dem hervorragenden Wirken Gustav Starkes brachte große Erfolge.
| Meridiankreis | Universalinstrumente |
| ------------- | -------------------- |
|               |                      |